# Чжан Чуньсянь
Чжан Чуньсянь (кит. трад. 張春賢, упр. 张春贤, пиньинь Zhāng Chūnxián; род. в мае 1953, Юйсянь, провинция Хэнань) — китайский политик, действующий член ЦК КПК и (с 2018) зампред ПК ВСНП, член Политбюро ЦК КПК с 2012 по 2017 год. С 2010 по 2016 год глава парткома КПК Синьцзян-Уйгурского автономного района.
Прежде глава парткома КПК провинции Хунань (2005—2010).
Член ЦК КПК 16-19 созывов, член Политбюро ЦК КПК 18-го созыва.

## Карьера
Чжан Чуньсянь родился в уезде Юйсянь в провинции Хэнань. В ноябре 1973 года вступил в Коммунистическую партию Китая.
Окончил Харбинский технологический институт. Магистр менеджмента. Служил в НОАК.
С 1998 года заместитель министра, с октября 2002 года по декабрь 2005 года — министр транспорта КНР. С 2005 года назначен на должность первого секретаря КПК провинции Хунань. С 2006 года совмещал эту должность с постом председателя провинциального Собрания народных представителей. В апреле 2010 года сменил на посту первого секретаря КПК Синьцзян-Уйгурского автономного района Ван Лэцюаня, а на его должностях в Хунани начал работать Чжоу Цян.
На должность руководителя СУАО был назначен в связи с беспорядками 2009 года в данном регионе, в ходе которых погибло как минимум 200 человек.
Первым же решением Чжана была отмена десятимесячного запрета на использование в автономном районе общедоступного Интернета. Мягкое правление Чжана несколько успокоило страсти и смогло консолидировать местную политическую элиту (в китайской системе нацменьшинства должны быть представлены во властных структурах, но главным органом власти в регионе остается партком, который все равно возглавляется ханьцем).
Чжан считался выдвиженцем бывшего председателя КНР Цзян Цзэминя (некоторые поговаривали также о его связях с опальным ныне членом Политбюро ЦК КПК Чжоу Юнканом), поэтому Си Цзиньпин никак не мог оставить взрывоопасный регион в руках не своего человека. В августе 2016 года Чжан был переведён в центр на почётную, но маловлиятельную работу в Руководящей группе по партийному строительству.
Чжан стал особо известен после того, как начал вести записи в популярном микроблоге Tencent, особенно с заседаний ВСНП 2011 года. Считался наивысшим по рангу государственным руководителем, у которого есть микроблог.
17 марта 2018 года Чжан был избран заместителем председателя Постоянного комитета Всекитайского собрания народных представителей, что на сегодняшний день означает его фактический уход из большой политики.